# Diari Oficial de la Unió Europea
El Diari Oficial de la Unió Europea (DOUE) és la font oficial (butlletí oficial) on les Institucions de la Unió publiquen les decisions diaries i els actes legislatius aprovats. És publicat per l'Oficina de Publicacions Oficials de la Unió Europea,amb seu a la ciutat de Luxemburg.
El Diari va substituir l'anterior Diari Oficial de la Comunitat Europea del Carbó i l'Acer, que va començar a publicar-se el 30 de desembre de 1952 i que va passar a denominar-se Diari Oficial de les Comunitats Europees (DOCE) a partir del juliol de 1967 pel Tractat de Brussel·les. Amb la signatura del Tractat de Niça l'any 2003 adoptà el nom actual.
Es tracta de l'única publicació que apareix tots els dies laborables i està escrita en les llengües oficials dels Estats de la Unió. Es compon de dues sèries connexes (la sèrie L per a la legislació europea i la sèrie C per a les comunicacions i informacions) i un suplement (la sèrie S per als concursos i contractes públics).